# ハンス・ラインマイヤー
ハンス・ラインマイヤー（Hannes Reinmayr、1969年8月23日 - ）は、オーストリアの元サッカー選手。元オーストリア代表。ポジションはミッドフィールダー。

## 来歴
1993年にオーストリア代表デビュー。1998 FIFAワールドカップにも出場した。1999年までに14試合に出場、4得点をあげた。

## 代表歴

### 出場大会
- オーストリア代表
  - 1998 FIFAワールドカップ

### 試合数
- 国際Aマッチ 14試合 4得点（1993年-1999年）[1]

| オーストリア代表 | 国際Aマッチ | 国際Aマッチ |
| 年               | 出場        | 得点        |
| ---------------- | ----------- | ----------- |
| 1993             | 2           | 1           |
| 1994             | 1           | 0           |
| 1995             | 0           | 0           |
| 1996             | 0           | 0           |
| 1997             | 1           | 0           |
| 1998             | 8           | 2           |
| 1999             | 2           | 1           |
| 通算             | 14          | 4           |